# 中国工农红军第十军团
中国工农红军第十军团，简称红十军团，中国工农红军主力部队之一。
1934年为减轻中央苏区的压力，红七军团由寻淮洲、粟裕等率领，以北上抗日为名前往闽浙赣苏区，后与闽浙赣当地的红十军会师。11月，两军合编成为红十军团，军团长刘畴西、政治委员乐少华，由方志敏、刘畴西、乐少华、聂洪钧和刘英组成军政委员会，方志敏任主席，继续北上。1934年12月在安徽黄山谭家桥战斗中兵败，被迫撤回闽浙赣苏区。1935年1月，在怀玉山被中华民国政府军包围，仅粟裕等率1000人左右突围，其余全军覆灭。粟裕所部后在当地坚持游击战，1937年改编为新四军第二支队，投入抗日战争战场。